# Рединг (Пенсилвания)
Вижте пояснителната страница за други значения на Рединг (пояснение).
Рединг (на английски: Reading) е град в североизточната част на Съединените щати, център на окръг Бъркс в Югоизточна Пенсилвания. Намира се на 93 km северозападно от Филаделфия. Основан е през 1748 г. и е наречен на английския град Рединг. Населението на града е около 81 000 души (2000).

## Личности
Родени
- Уолъс Стивънс (1879–1955), поет
- Джон Ъпдайк (1932–2009), писател
- Кийт Харинг (1958–1990), художник
- Тейлър Суифт (1989), кънтри, поп и рок певица